# Lluís I de Hessen-Darmstadt
Lluís I de Hessen-Darmstadt (en alemany Ludwig I. von Hessen-Darmstadt) va néixer el 14 de juny de 1753 a Prenzlau, i va morir el 6 d'abril de 1830 a Darmstadt. Va ser landgravi de Hessen-Darmstadt, amb el nom de Lluís X, i més tard es va convertir amb el primer Gran Duc de Hessen.
Lluís era fill del landgravi Lluís IX de Hessen-Darmstadt a qui va succeir el 1790 i d'Enriqueta Carolina de Zweibrucken-Birkenfeld. De la seva mà es va produir un increment significatiu dels dominis de Hessen-Darmstadt, durant la reorganització imperial de 1801-1803, sobretot amb el Ducat de Westfàlia, fins aleshores de l'arquebisbe de Colònia. Aliat de Napoleó, el 1806 Lluís va obtenir el títol de Gran Duc de Hessen i es va unir a la Confederació del Rin, cosa que significava la dissolució de l'Imperi. En el Congrés de Viena el 1814-1815, Lluís va haver de renunciar als seus territoris de Westfàlia, però es va veure compensat amb el districte de Rheinhessen, amb la seva capital Mainz a la riba esquerra del Rin. A causa d'això, a més, es va modificar el títol de Gran Duc de Hessen-Darmstadt.

## Matrimoni i fills
El 1776, es va comprometre amb Sofia de Württemberg, la filla gran del duc Frederic II Eugeni de Württemberg. Però el compromís es va trencar de manera que Sofia es casaria amb Pau I de Rússia, fill del tsar Pere III de Rússia i de Caterina II de Rússia. Per aquest motiu va rebre una indemnització monetària. El 19 de febrer de 1777, Lluís es va casar amb la seva cosina germana, Lluïsa de Hessen-Darmstadt (15 de febrer de 1761 - 24 d'octubre de 1829), filla de Jordi Guillem de Hessen-Darmstadt i de Lluïsa Albertina de Leiningen. El matrimoni va tenir sis fills:
- Lluís, que esdevindria Gran Duc Lluís II de Hessen-Darmstadt (26 de desembre de 1777 - 16 de juny de 1848). Es va casar amb Guillemina de Baden.
- Lluïsa (16 de gener de 1779 - 18 d'abril de 1811). Casada amb Lluís d'Anhalt-Köthen, mort el 1802.
- Jordi (31 d'agost de 1780 - 17 d'abril de 1856). Casat morganàticament amb Carolina Török de Szendrö (1786-1862), de la qual es divorcià per casar-se de nou amb Lluïsa, marquesa de Mont Sainte-Marie)

- Frederic (14 de maig de 1788 - 16 de març de 1867)
- Emili (3 de setembre de 1790 - 30 d'abril de 1856)
- Gustau (18 de desembre de 1791 - 30 de gener de 1806)